# Landolfi
Landolfi is de naam van een Milanese familie van vioolbouwers uit de 18e eeuw. De belangrijkste is Carlo Ferdinando Landolfi.

## Carlo Ferdinando Landolfi
Carlo Ferdinando is geboren in Milaan rond 1714 en er overleden waarschijnlijk na 1788. Hij was actief te Milaan na 1734.  Zijn atelier droeg de naam ALL SEGNO DELLA SIRENA.  Als vioolbouwer werkte hij aanvankelijk naar het model van J. Guarnerius, waardoor men hem voor diens leerling hield.  Hij liet zich ook inspireren door Pietro Guarnerius.  Carlo Ferdinando Landolfi was van beide voorbeelden echter geen leerling.
Hij bouwde voornamelijk violen naar eigen model en hield van het experiment.  Daardoor is zijn werk ongelijk van niveau.  Sommige violen geven de indruk onafgewerkt te zijn, en de vernis is soms slordig aangebracht.  De beste violen zijn die met de F-gaten in de stijl van J. Guarnerius waarbij het kleurgamma van de vernis van roodbruin tot geeloranje gaat.  
Carlo Ferdinando Landolfi is nog beter bekend voor zijn celli, die tot de top van de Italiaanse instrumentenbouw worden gerekend.  Hij is één der laatste grote viool- en cellobouwers van de Italiaanse traditie en gebruikte nog de zo geroemde en fabelachtig mooie vernis de Cremona.

## Pietro Antonio Landolfi
De zoon, leerling en opvolger van Carlo Ferdinando, Pietro Antonio, was actief als vioolbouwer in een eigen atelier te Milaan na 1750. Zijn geboortedatum is onbekend. Hij overleed in Milaan rond 1800.
Zijn werk onderscheidt zich van dat van zijn vader door een meer gebombeerd model, met roodgele vernis.  Het niveau van manufacture is soms erg laag.  Toch zijn deze instrumenten zeer in trek bij handelaars en verzamelaars.